# روبرت هاوغن
روبرت هاوغن (بالإنجليزية: Robert Haugen) هو اقتصادي وشخصية أعمال أمريكي، ولد في 26 يونيو 1942 في شيكاغو في الولايات المتحدة، وتوفي في 6 يناير 2013.